# Станчик
Ста́нчик (пол. Stańczyk — Станьчик; ок. 1480 — ок. 1560) — придворный шут великих князей литовских и королей польских Александра Ягеллона (1492/1501−1506), Сигизмунда I Старого (1506−1548) и Сигизмунда II Августа (1548−1572).

## Биография
Достоверных биографических сведений о нём сохранилось немного. Он родился в деревне Прошовице близ Кракова. Настоящим его именем, возможно, было Станислав Гуса, или Станислав Вассота. Своего привилегированного положения при королевским дворе он добился благодаря своему остроумию и, пользуясь статусом шута, беспощадно критиковал недальновидную политику повелителей.
Польские писатели и поэты эпохи ренессанса, такие как Ян Кохановский, Николай Рей и др., часто цитировали его неблагонадёжные высказывания (или приписывали ему свои собственные мысли).
В шестидесятые годы XIX века в западной части Галиции была создана польская политическая группировка с целью добиться больших свобод для польского населения под австрийской оккупацией. Организация взяла себе название по имени Станчика («Станчики»).
В польской литературе второй половины XIX века и начала XX века Станчик был представлен как единственный при дворе польских королей человек, который тревожился о будущем польской державы.
На известной картине Яна Матейко Станчик изображён в тот момент, когда во время радостного бала он скорбит о поражении литовской армии и потере Смоленска, а на историческом полотне Войцеха Герсона «Сигизмунд Старый и Станчик» (1895) пародирует престарелого короля. 
В театральной пьесе «Свадьба» Станислава Выспянского (1901) с целью заклеймить бездействие польского общества среди приглашённых гостей указан «Станчик с кадуцеем (посохом шута)».